# Неведничий, Владислав Борисович
Владислав Борисович Неведничий (род. 3 сентября 1969, СССР) — советский, молдавский и румынский шахматист, гроссмейстер (1993).
Участник восьми шахматных олимпиад. В 1992 г. выступал за Молдавию; 1994—1998, 2002—2006 и 2012 гг. — за Румынию.
Его отец — многократный чемпион МССР по шахматам, международный мастер Борис Неведничий.

## Изменения рейтинга
| Графики недоступны из-за технических проблем. См. информацию на Фабрикаторе и на mediawiki.org. |